# Jean Bouin (course)

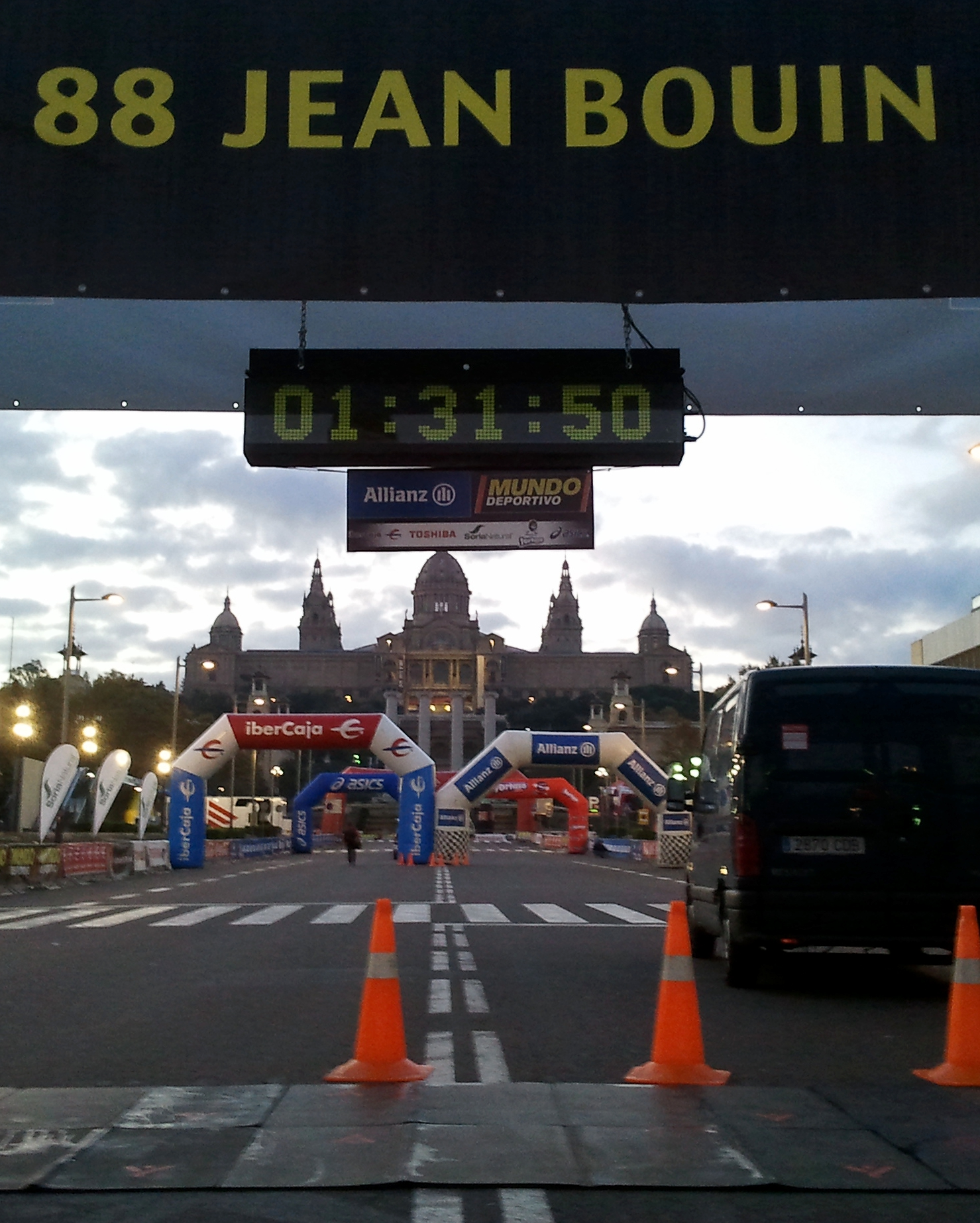
Vue de la course en 2011.

La Jean Bouin, renommée en [Quand ?] Jean Bouin Gran Premio Allianz, est une course d'environ 10 km courue annuellement à Barcelone depuis 1920 en hommage à Jean Bouin. Elle constitue le plus ancien évènement sportif espagnol, excepté les championnats d'athlétisme d'Espagne. Elle est organisée par le journal Mundo Deportivo.